# نيكوس سامبسون
نيكوس سامبسون (باليونانية: Νίκος Σαμψών)‏ هو ثوري ولاعب كرة قدم وصحفي وسياسي قبرصي، ولد في 16 ديسمبر 1935 في نيقوسيا في قبرص الشمالية، وتوفي بنفس المكان في 9 مايو 2001 بسبب سرطان. نشط حزبياً في Progressive Front ‏. وقد انتخب عضو مجلس نواب قبرص.